# Appendicula humilis
Appendicula humilis är en orkidéart som beskrevs av Rudolf Schlechter. Appendicula humilis ingår i släktet Appendicula och familjen orkidéer. Inga underarter finns listade i Catalogue of Life.